# Мелски Хриб
Мелски Хриб (на словенски: Meljski Hrib) е село в Словения, Подравски регион, община Марибор. Според Националната статистическа служба на Република Словения през 2002 г. селото има 257 жители.